# Ушма (посёлок)

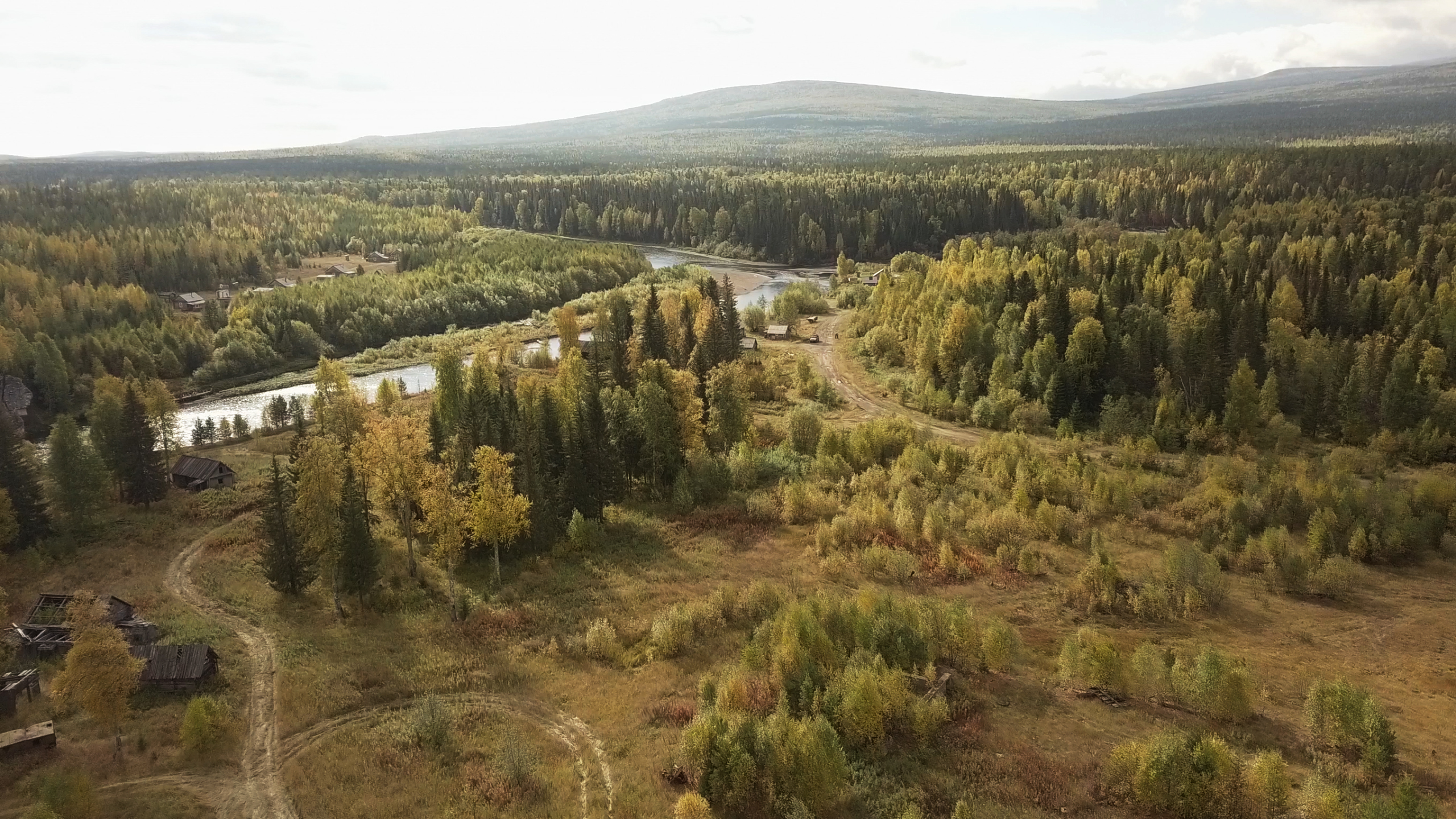

Ушма — посёлок в Свердловской области России, административно подчинённый городу Ивделю. Входит в Ивдельский муниципальный округ. Является самым северным населённым пунктом области.
Отстроен властями специально для исчезающего мансийского народа.

## Географическое положение
Посёлок Ушма расположен в 100 километрах (по дорогам в 120 километрах) к северу-северо-западу от города Ивделя, в горно-лесной местности, на правом берегу реки Лозьвы, в устье её правого притока — реки Ушмы. Автомобильное сообщение с посёлком затруднено из-за отсутствия мостов. В Ушме был пешеходный мост через Лозьву, а в окрестности посёлка расположен геоморфологический и ботанический природный памятник — Ушминские скалы.

## Население
| 2002 | 2010 |
| ---- | ---- |
| 5    | ↗30  |

Структура
По данным переписи населения 2002 года, русские составляли 60 % от общего числа жителей посёлка Ушма. По данным переписи населения 2010 года, в посёлке проживали 14 мужчин и 16 женщин.